# Casa de la Vila de Montesquiu
La Casa de la Vila de Montesquiu és una obra de Montesquiu (Osona) inclosa a l'Inventari del Patrimoni Arquitectònic de Catalunya.

## Descripció
Construcció de planta rectangular amb planta baixa, un pis i golfes, amb coberta de teules i amb façanes obertes cap a la pl. Emili Juncadella i el c/ Sant Boi. És de construcció recent i s'erigí en el mateix indret on anteriorment es trobava l'antic ajuntament. Al seu interior hi ha un pati central des del qual es pot accedir a les diferents estances. L'entrada principal està flanquejada per dues columnes de formigó que van del sòl a la cornisa mateixa. L'edifici engloba a més de l'ajuntament els serveis de dispensari municipal, de sala d'actes, de Correus i d'arxiu. A la planta superior hi ha les dependències municipals. A la plaça esmentada hi ha una part porxada amb arcs de mig punt.

## Història
L'actual edifici de l'Ajuntament de Montesquiu va ser construït a principis de la dècada dels vuitanta del segle xx, en el mateix indret on anteriorment hi havia l'antic ajuntament, propietat de la Diputació de Barcelona, i del qual no queda res. La concepció del nou edifici és funcional i racional, adaptada a les necessitats del poble, ja que acull diversos serveis. Hom ha utilitzat els materials moderns com el formigó vist (columnes de l'entrada) o el ferro vist. L'edifici ha passat a ser propietat municipal.